# Parachtes vernae
Parachtes vernae là một loài nhện trong họ Dysderidae.
Loài này thuộc chi Parachtes. Parachtes vernae được miêu tả năm 1936 bởi Caporiacco.